# Якоб фон Мандершайд
Якоб фон Мандершайд (на немски: Jakob von Manderscheid; * 1481/1482; † 26 април 1562) е граф на Мандершайд-Бланкенхайм, господар на Кайл-Фалкенщайн (1509 – 1562) в Рейнланд-Пфалц. Резиденцията му е водният дворец в Оберкайл.

## Произход
Той е син на граф Вилхелм фон Мандершайд-Кайл (1447 – 1508) и съпругата му графиня Аделхайд фон Мьорс-Саарверден († сл. 1516), дъщеря на граф Якоб I фон Мьорс-Саарверден († 1483) и първата му съпруга Анастасия фон Лайнинген († 1452). Внук е на граф Дитрих III фон Мандершайд-Бланкенхайм († 1498) и Елизабет фон Шлайден, наследничка на Шлайден († 1469), дъщеря на Йохан II фон Шлайден († 1434) и Анна фон Бланкенхайм († сл. 1448). Брат му Вилхелм фон Мандершайд-Кайл († 2 юни 1546) е абат на Щабло-Малмеди (1499 – 1546) и на абатство Прюм (1513 – 1546).

## Фамилия
Първи брак: през 1512 г. с Мария фон дер Марк (* 23 април 1496; † сл. 31 март 1520), дъщеря на граф Еберхард III фон Марк-Аренберг († 1496) и Елеонора фон Кирхберг († 1517). Тя умира на 23 години. Бракът е бездетен.
Втори брак: през 1527 г. с баронеса Анна фон Залм († 1557), наследничка на Бетинген, дъщеря на граф Йохан V фон Залм, барон де Вивие (1431 –1485/1505), и Маргарета фон Зирк (1437 – 1520) или Анна фон Харокурт даме де Бранденбург († 1550). Те имат шест деца:
- Анна фон Мандершайд-Кайл (* 5 февруари 1530; † 23 февруари 1559), омъжена за фрайхер Йохан фон и цу Вилтц († 1574/1607), син на Хартард фон Вилтц и Йохана фон Бранденбург
- Дитрих I фон Мандершайд-Кайл (* 1531/1532; † 1577), женен на 14 юли 1561 г. за графиня Анна фон Лайнинген-Вестербург (1535 – 1590), дъщеря на граф Куно II фон Лайнинген-Вестербург (1487 – 1547) и Мария фон Щолберг (1507 – 1571).
- Кристоф фон Мандершайд-Кайл (* 10 февруари 1529; † сл. 1574/28 август 1576, Щабло)
- Филип фон Мандершайд-Кайл († 31 август 1580)
- Йохан фон Мандершайд-Кайл († сл. 1575)
- Магдалена фон Мандершайд-Кайл (†1605), омъжена за Вилхелм фон Браунсберг († 19 януари 1612)